# Pochonia humicola
Pochonia humicola är en svampart som beskrevs av Bat. & O.M. Fonseca 1965. Pochonia humicola ingår i släktet Pochonia och familjen Clavicipitaceae.   Inga underarter finns listade i Catalogue of Life.